# La Rebollera (Senyús)
La Rebollera és un antic bosc de roures rebolls del Pallars Jussà situat en el terme municipal de Conca de Dalt, al Pallars Jussà, dins del territori de l'antic terme d'Hortoneda de la Conca, en l'àmbit del poble de Senyús.
Està situat al nord-oest de la Torre de Senyús, al nord-est dels Rocs de la Torre, a l'esquerra del barranc de la Canal de la Rama, damunt i al nord-est de la Solana de la Torre de Senyús.